# Вишеград (село)
Вижте пояснителната страница за други значения на Вишеград.
Вишеград е село в Южна България. То се намира в община Кърджали, област Кърджали.

## География
Село Вишеград се намира в планински район.

## Население
Численост и дял на етническите групи според преброяването на населението през 2011 г.:
|                     | Численост | Дял (в %) |
| Общо                | 372       | 100,00    |
| Българи             | 10        | 2,68      |
| Турци               | 343       | 92,20     |
| Цигани              | 0         | 0,00      |
| Други               | 0         | 0,00      |
| Не се самоопределят | 0         | 0,00      |
| Неотговорили        | 18        | 4,83      |

## Забележителности
Край селото (на 200 северно) е разположена крепостта Вишеград (или Вишеградска крепост).